# 상하차

## 개요
- 상하차 (上下車)란, 주로 물류센터에서 배송되는 물건들을 트럭에 싣거나, 트럭에 있는 물건들을 물류센터에 내리는 일을 말한다. 한국에서는 업무강도가 상당한 아르바이트로 알려져 있다.

## 같이 보기
- 파렛트
- 화물
- 택배
- 아르바이트